# Источники права социального обеспечения
Источники права социального обеспечения — нормативно-правовые акты, регулирующие общественные отношения, составляющие предмет права социального обеспечения.
В источниках права социального обеспечения отражаются материальные условия жизни российского общества и других. Соответственно, с их изменениями трансформируется и содержание источников права социального обеспечения. В настоящее время подобная тенденция набирает обороты, в связи с чем законодательство в области социального обеспечения быстро обновляется. Устаревшие нормативные акты права социального обеспечения утрачивают свою силу или же дополняются. Так же принимаются новые, более прогрессивные, соответствующие рыночным отношениям акты.

## Классификации источников права социального обеспечения
Источники права социального обеспечения могут быть классифицированы по различным основаниям. В науке наибольшее распространение получили следующие классификации:
1) по степени важности и субординации: делятся на законы и подзаконные акты в сфере социального обеспечения,
2) по сфере действия (федеральные и действующие на уровне субъектов Федерации),
3) по органам, принявшим нормативный акт,
4) по форме акта,
5) по правовым институтам (например, пенсии по старости, инвалидности, по случаю потери кормильца, за выслугу лет, социальные пенсии).

## Система источников права социального обеспечения
Система источников — совокупность нормативно-правовых актов, регулирующих отношения в сфере социального обеспечения.

### Международные договоры и конвенции Международной организации труда (МОТ)
Нормы международных договоров должны обладать высшей юридической силой по отношению к законам Российской Федерации, поскольку согласно п. 4 ст. 15 Конституции РФ общепризнанные принципы и нормы международного права и международные договоры Российской Федерации являются составной частью ее правовой системы. Таким образом, если международным договором РФ установлены иные правила, чем предусмотренные законом, то применяются правила международного договора.
Примером таких источников служат:
- Всеобщая декларация прав человека;
- Международный пакт об экономических, социальных и культурных правах;
- Европейская конвенция о социальном обеспечении;
- Конвенция «О правах ребенка»;
- Соглашение стран СНГ «О гарантиях прав граждан государств — участников СНГ в области пенсионного обеспечения» (действовало с 13 марта 1992 по 1 января 2023; Российская Федерация денонсировала соглашение с 1 января 2023 года)
- Конвенция № 117 «Об основных целях и нормах социальной политики» (1962).

### Законодательство Российской Федерации
Особое место занимает Конституция Российской Федерации. В действующей Конституции закреплен правовой статус граждан в области социального обеспечения. Особое значение для права социального обеспечения имеет содержание ст. 7, 18, 33, 38, 39, 41, 45, 46 и 53.
На сегодняшний день в сфере права социального обеспечения действует большое количество законов. Важное значение имеют:
- «Об обязательном пенсионном страховании в Российской Федерации», который устанавливает организационные, правовые и финансовые основы обязательного пенсионного страхования в Российской Федерации;
- «Об основах социального обслуживания населения в Российской Федерации», который устанавливает основы правового регулирования в области социального обслуживания населения в Российской Федерации;
- «О социальной защите инвалидов в Российской Федерации», который определяет государственную политику в области социальной защиты инвалидов в Российской Федерации, целью которой является обеспечение инвалидам равных с другими гражданами возможностей в реализации гражданских, экономических, политических и других прав и свобод, предусмотренных Конституцией Российской Федерации, а также в соответствии с общепризнанными принципами и нормами международного права и международными договорами Российской Федерации;
- «О медицинском страховании граждан в Российской Федерации», который направлен на усиление заинтересованности и ответственности населения и государства, предприятий, учреждений, организаций в охране здоровья граждан в новых экономических условиях и обеспечивает конституционное право граждан Российской Федерации на медицинскую помощь.

Также следует отметить, что характерной чертой является отсутствие единого кодифицированного источника, который бы регулировал весь комплекс общественных отношений, входящих в предмет права социального обеспечения.

### Подзаконные нормативные акты
Особое место среди источников права социального обеспечения занимают Указы Президента РФ, имеющие нормативный характер и направленные на восполнение пробелов в федеральных законах (например, Указ Президента РФ «О первоочередных мерах по обеспечению выплаты ежемесячного пособия на ребенка» от 8 августа 1998 г.)
Другими, но не менее важными являются такие источники, как постановления Правительства РФ («Об утверждении Положения о Министерстве здравоохранения и социального развития РФ»; «О социальной поддержке граждан, подвергшихся воздействию радиации вследствие катастрофы на Чернобыльской АЭС» и др.), постановления Минтруда РФ («Об утверждении порядка установления стажа работы при утрате документов в результате чрезвычайных ситуаций»), приказы Минздравсоцразвития России («Об утверждении формы индивидуальной программы реабилитации инвалида, выдаваемой федеральными учреждениями медико-социальной экспертизы»).

### Нормативные акты субъектов РФ
В соответствии с ч. 2 ст. 76 Конституции РФ по предметам совместного ведения кроме федеральных нормативных актов издаются акты субъектов Российской Федерации. Главная цель таких источников — это повышение уровня социальной защиты граждан на соответствующих уровнях (региональном, муниципальном), а также на уровне конкретной организации. Они предусматривают дополнительные, более повышенные меры социальной поддержки граждан по сравнению с федеральными.